# بيث إيلرز
بيث إيلرز (بالإنجليزية: Beth Ehlers)‏ هي ممثلة أمريكية، ولدت في 23 يوليو 1968 في كوينز في الولايات المتحدة.

## أعمال

### مسلسلات
- غايدنغ لايت

## وصلات خارجية
- بيث إيلرز على موقع IMDb (الإنجليزية)
- بيث إيلرز على موقع ألو سيني (الفرنسية)
- بيث إيلرز على موقع أول موفي (الإنجليزية)
- بيث إيلرز على موقع قاعدة بيانات الأفلام السويدية (السويدية)
- بيث إيلرز على موقع قاعدة بيانات الفيلم (الإنجليزية)
- بيث إيلرز على موقع كينوبويسك (الروسية)